# Largo das Dores
O Largo das Dores é uma praça no centro da cidade da Póvoa de Varzim em Portugal. Classificada pelo município como espaço de interesse patrimonial, é notada por possuir duas igrejas, onde desde tempos ancestrais existiam ermidas, uma das quais foi igreja matriz.
O Largo das Dores é uma placa giratória e de ligação ao interior do município, dado que termina ali a antiga estrada nacional para Barcelos (EN205), pela Rua Família Bonitos de Amorim. Logo, é local de passagem das carreiras de transporte rodoviário com destino a Barcelos, Braga, Famalicão e Guimarães.
O Largo é todo percorrido pelo mesmo parque de estacionamento subterrâneo da Avenida Mouzinho de Albuquerque, e por essa avenida, o largo liga-se à orla costeira. Pela rua de São Pedro liga-se ao Bairro da Matriz.

## História

### Vila Varzim romana e medieval
Historicamente, O Largo das Dores foi o Lugar da Mata, localizado na zona de Vila Velha, um lugar pré-Dionísio que se denominava Varzim dos Cavaleiros (Veracim dos Cavaleyros), em Vila de Verazim (Varzim). Vila Velha revela elementos de ser habitada desde a época romana. Sendo, por isso, considerada como o núcleo de Vila de Euracino. O lugar ficava entre a Póvoa Nova de Varzim, o novo centro urbano criado em 1308, e a Vila Velha, topónimo que aparece já no século XIV.  Estes Locais ficavam a poucas centenas de metros do largo.

### O templo primitivo e a lenda da Senhora de Varzim
No século XI, existia na parte norte do largo, uma ermida românica de evocação a Santiago - a Ermida da Mata. A freguesia de Santa Maria da Póvoa de Varzim é referida em 1456 num registo de Ordens Menores, até então a paróquia da Póvoa de Varzim estava integrada na de S. Miguel-o-Anjo de Argivai, apesar da existência de ermida própria, provavelmente, já nos anos 1000. A capela torna-se na primitiva Igreja Matriz da Póvoa de Varzim, onde passou a ser venerada Nossa Senhora de Varzim, uma imagem do século XIII, e o templo românico-gótico passou a intitular-se Igreja de Santa Maria de Varzim e sofrido melhorias durante o período filipino.
O Lugar da Mata embora fora do núcleo urbano da Póvoa, era muito movimentado por ser um cruzamento entre vários caminhos, nomeadamente a estrada de Vila do Conde a Esposende, que cruzava ali com os caminhos que vinham da Giesteira e outros arrabaldes.
As tradicionais cerimónias da Semana Santa da Póvoa de Varzim, com fama no noroeste peninsular, surgem em Abril de 1687 na Igreja Matriz, graças a António Cardia, piloto-mor da armada portuguesa, e sua filha.

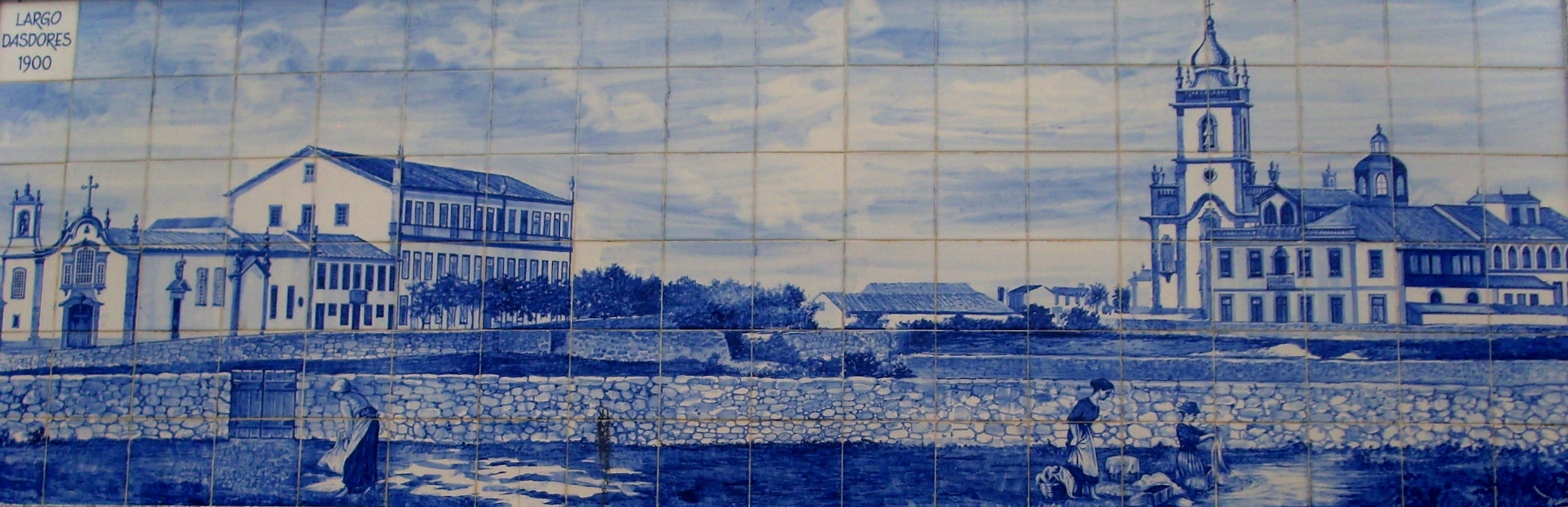
O largo visto de antigos campos agrícolas, onde são visíveis a primitiva Igreja Matriz, o Hospital da Misericórdia e a Igreja Senhora das Dores.

O Século XVIII faz-se notar pela prosperidade da comunidade piscatória, que terá impacto na Póvoa de Varzim como um todo. A Igreja de Santa Maria de Varzim foi substituída como Matriz pela actual igreja matriz em 1757, por ser pequena e excêntrica ao centro da Póvoa.  A Igreja era notada por possuir a figura de uma cobra, destruída no século XVIII para obras de melhoria da igreja. O povo associava este ofídio, tipicamente românico, com a lenda do aparecimento milagroso da imagem de Nossa Senhora de Varzim. Passou a designar-se "Igreja da Misericórdia", devido a uma devota de Vila Velha, Maria Fernandes, viúva de Manuel Francisco Maio, que deixou os seus bens para fundar, na antiga matriz, a Irmandade da Misericórdia em 1756, reunindo a si, a Irmandade dos Passos, que já existia no templo. Surgindo assim a Santa Casa da Misericórdia da Póvoa de Varzim. O despovoamento da Vila Velha fez com que, em meados do século XVIII, apenas existissem ali 4 casas e campos cultivados.
O Tenente Francisco Felix Henriques da Veiga Leal, na Noticia da Vila da Póvoa de Varzim, feita a 24 de Mayo de 1758 conta:
Logo ao poente do adro da igreja da Misericordia se acha um campo a que o povo chama das passadas, ou pègadinhas: he a tradicção de que n’este lugar, onde em uns penedos se acham gravadas umas profundidades a que chamam passadas ou pégadas apparecera a milagrosissima imagem da Senhora de Varzim (...) Os mareantes tanto d’esta villa, como dos povos circumvisinhos tinham n’ella grande fé (...) Os capitães portuguezes mercantes d’estas visinhanças passando por esta costa a salvam com a artelharia de seus navios. Dizem que em sua apparição a collocaram na capella da Madre de Deus, que estava dentro do povoado, e faltando no outro dia a imagem da Senhora, a acharam no mesmo lugar dos penedos em que apparecera. Consta que no lugar d’esta igreja da Misericordia havia uma capella da freguezia, e dizem que com a invocação de S. Thyago, pouco frequentada por ter ao pé de si uma mata em que se viam muitos bichos venenosos especialmente uma grande cobra(...) observaram que passando d’ahi a poucos dias um nacional para o arrabalde da Vila Velha, em cujo caminho se acha uma fonte, vira este que a grande cobra largara a peçonha sobre uma pedra para ir beber agoa, o qual logo animosamente lhe espalhara o veneno, e cobrindo-o com a mesma pedra, que voltara, se pozera em fugida, e dando parte do successo viera com os outros observar as subsequencias, e viram que a cobra se fazia em pedaços e morrera.

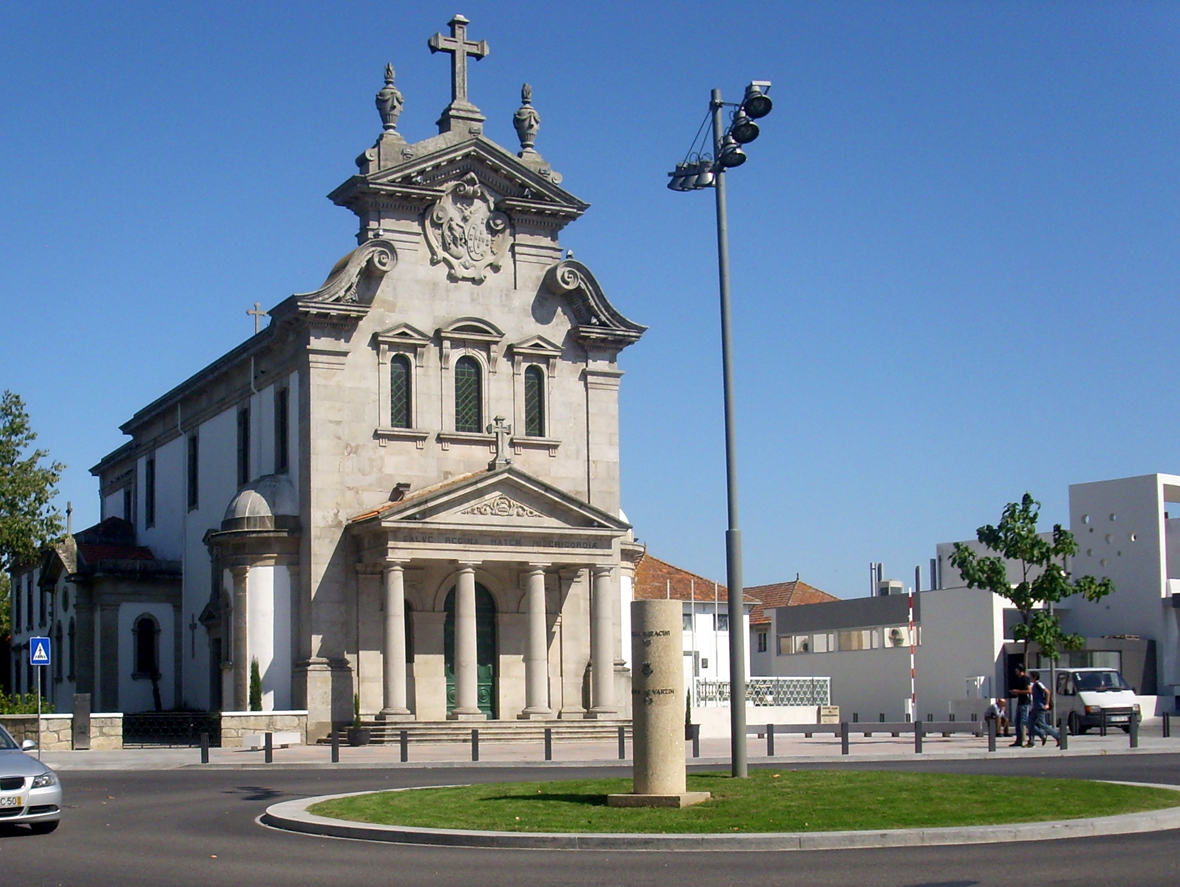
Marco de Vila de Euracino e Igreja da Misericórdia onde coexistem os estilos neoclássico e barroco

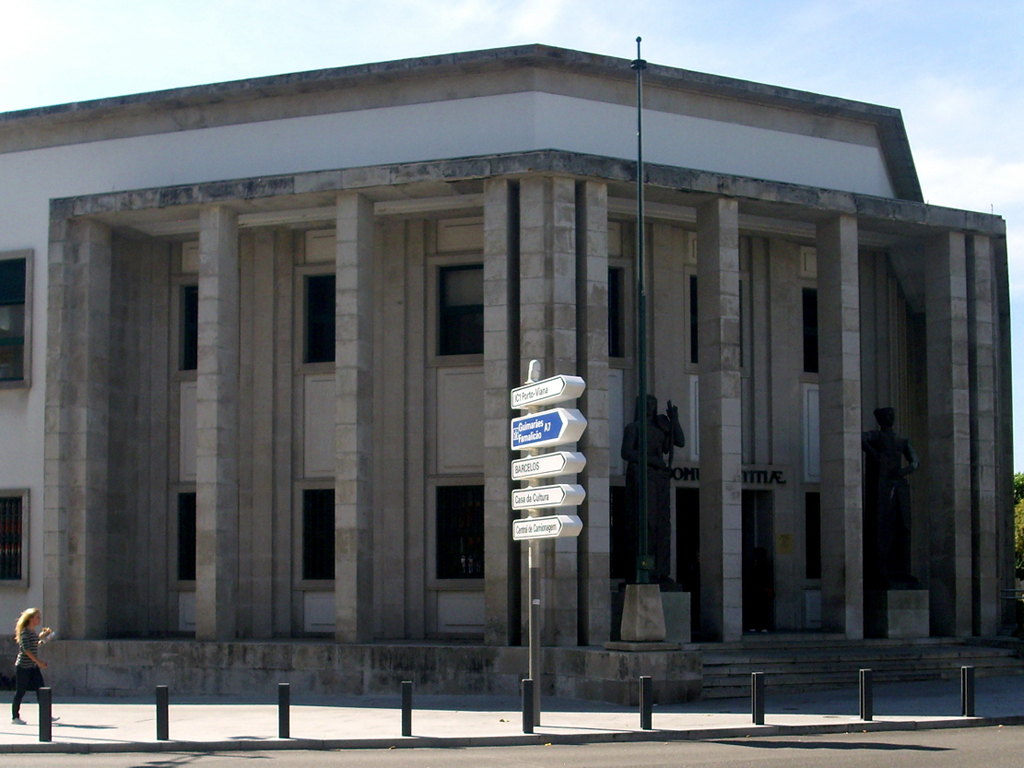
Palácio da Justiça

A Igreja foi demolida em 1910 por se encontrar em mau estado de conservação e para prolongamento da Avenida Mouzinho de Albuquerque. Junto à igreja, a construção da nova Igreja da Misericórdia inicia-se um ano antes. Pedras de valor histórico ou artístico, como a porta românico-gótica e pedras sigladas foram salvas e encontram-se expostas no museu municipal.

### Do Senhor do Monte à Senhora das Dores
A Igreja da Senhora das Dores, origem toponímica do largo, encontra-se num local ligeiramente elevado onde era venerado anteriormente o Senhor do Monte numa outra antiga ermida. A alteração de evocação ocorreu a partir de 24 de Julho de 1768, quando o arcebispo concede autorização para a colocação da imagem da Senhora das Dores na ermida a um grupo de estudantes de Gramática Latina devotos que estavam a ser ajudados por alguns moradores. A partir daí deu-se o início de uma campanha que visava remodelar a antiga ermida que só terminou no século XIX com as seis capelas.

### A Fome de 1811
O Inverno rigoroso e prolongado de 1811, causam a Fome de 1811 entre os pescadores e a epidemia que se lhe seguiu, levando à criação do hospital provisório numa sala dos Paços do Concelho nesse ano. No entanto, tornou-se impossível atender a tão elevado número de enfermos e com a devida qualidade para tratar os doentes, a Câmara pediu e obteve licença para estabelecer um hospital provisório numa sala dos Paços do Concelho. O espaço não conseguia substituir um hospital montado de raiz, e assim a Câmara pede ao rei João VI o estabelecimento definitivo de um hospital na urbe e de examinar terreno para esse fim. O pedido foi bem acolhido e desceu ordem para começarem as obras em 1819, mas só começaram em 1826, volvidos 7 anos, devido ao zelo do benemérito José António Alves Anjo e outros poveiros. Depois de 9 anos de obras, no dia 29 de Junho de 1835 é inaugurado o Hospital da Misericórdia. O hospital ficava anexo à Igreja da Misericórdia, a antiga Igreja de Santa Maria de Varzim, substituindo assim o hospital provisório na Câmara, criado em 1811. O novo hospital tinha 6 enfermarias espaçosas, asseadas e bem ventiladas, tendo-se estabelecido anos mais tarde uma sétima, a de São João, com sala anexa para os que não tinham família ou por necessidade de doença ali tivessem que estar, mandada erigir por João Guimarães, um filantropo natural de Donim em Guimarães.

### O primeiro cemitério moderno
Em 1866, a nascente do hospital, é criado o primeiro cemitério separado de igrejas, no local onde hoje está o terreno da antiga cadeia, que substituiu finalmente a prática de enterrar os mortos dentro das igrejas e respectivos adros, em especial da antiga Matriz.
Por ser um largo localizado estrategicamente, realizava-se, às quartas-feiras, a Feira da Lenha. Uma feira agitada que terá terminado no início da década de 1930. Pouco antes do nascer do dia, os lavradores traziam pedaços de madeira de pinheiro (canhotas) nas suas juntas de bois para serem usados para a confecção de refeições. Além das donas de casa, acorriam à feira os hotéis, restaurantes e padarias.

## Morfologia urbana

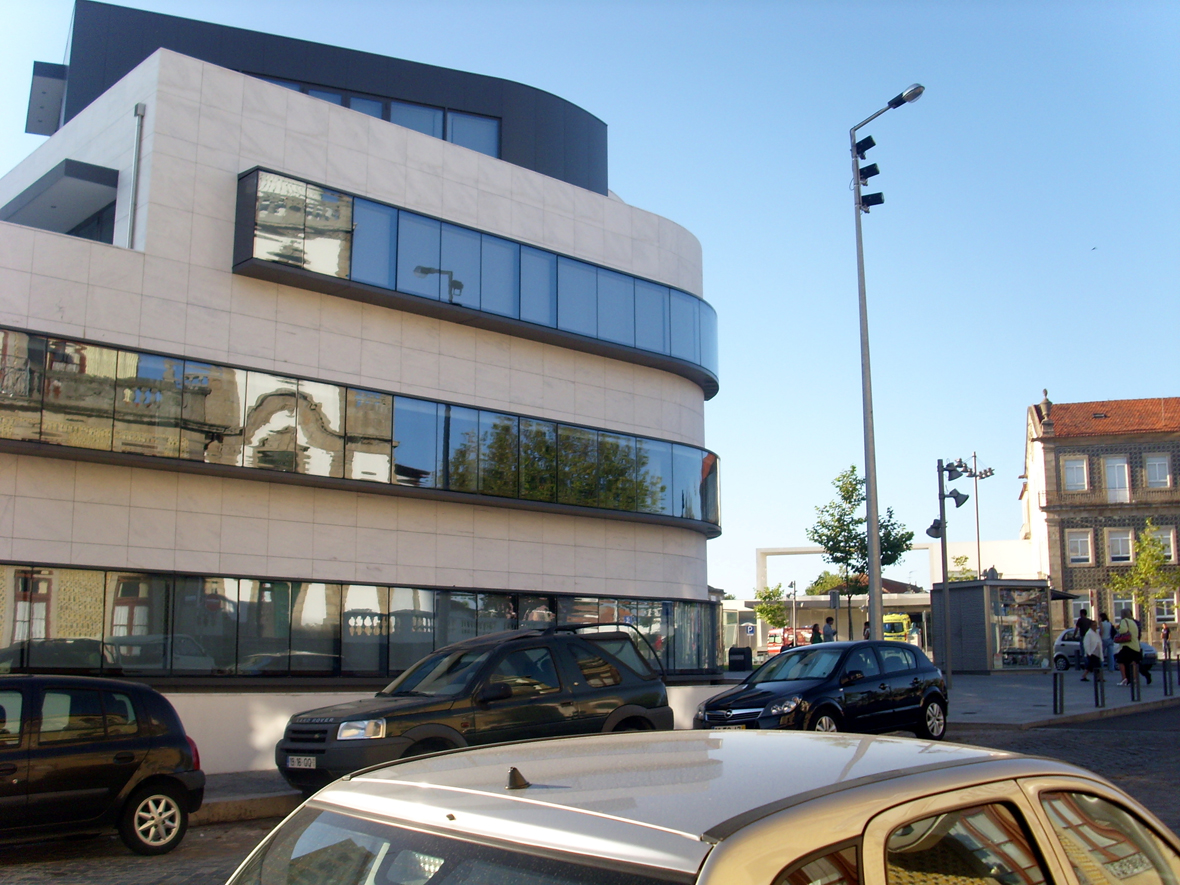
Sede do banco Crédito Agrícola da Póvoa de Varzim, Vila do Conde e Esposende.

A moderna Igreja da Misericórdia (1914), concebida por Adães Bermudes, e a Igreja da Senhora das Dores (século XVIII) ladeiam a zona poente do largo pelo norte e pelo sul, respectivamente. Encontram-se ali estruturas públicas de saúde de procura regional, o Centro Hospitalar Póvoa de Varzim/Vila do Conde (o antigo Hospital da Misericórdia) e o Centro de Diagnóstico Pneumológico da Póvoa.
O Palácio da Justiça (1965), onde funciona o Tribunal Judicial da Póvoa de Varzim, é uma obra ao estilo do Estado Novo de Raul Rodrigues Lima, que entre a galeria de pilares da fachada acham-se as estátuas do escultor João Feyo representando uma a Lei e a outra o Direito. O palácio tem pintado, na sala de audiências, um fresco evocativo da entrega do foral à Póvoa de Varzim pelo rei D.Dinis, trabalho do Mestre Augusto Gomes. Em frente ao palácio, o Marco Milenário do dia 26 de Março de 953, marca a data em que a Póvoa de Varzim aparece pela primeira vez documentada através do seu nome latinizado "Vila de Euracino". Existe ainda o posto local da GNR que patrulha as freguesias rurais do município e o edifício de 1925 no local da antiga cadeia da Póvoa de Varzim. A nascente, o largo termina no Colégio do Sagrado Coração de Jesus, que pertencia às Irmãs Doroteias, é hoje controlado pela Paróquia da Matriz.
Localiza-se ali também o Museu da Santa Casa da Misericórdia da Póvoa de Varzim, destaca-se no acervo a pintura a óleo quinhentista Pietà (da Escola de Luis de Morales), o Ex-voto do Senhor da Prisão (pintura de 1817 da antiga Igreja de Santa Maria de Varzim) e um distinto ícone de Santo António de Pádua ou de Lisboa (sec.XVI ou XVII), conforme era descrito por um cronista de Pádua.

### Património
- Largo das Dores (espaço livre com interesse patrimonial)
- Palácio da Justiça
- Igreja da Misericórdia
- Igreja de Nossa Senhora das Dores
- Hospital da Misericórdia (Centro Hospitalar Póvoa de Varzim/Vila do Conde)
- Antiga Escola do Conde Ferreira (Posto da GNR)
- Colégio do Sagrado Coração de Jesus (pela Rua Dr. Josué Trocado)
- Fonte do Hospital